# جواز سفر الولايات المتحدة
جواز السفر الأمريكي هي وثائق رسمية تصدر لرعايا الولايات المتحدة الأميركية من المواطنين وغير المواطنين في الأقاليم الجزرية لغرض السفر الدولي.

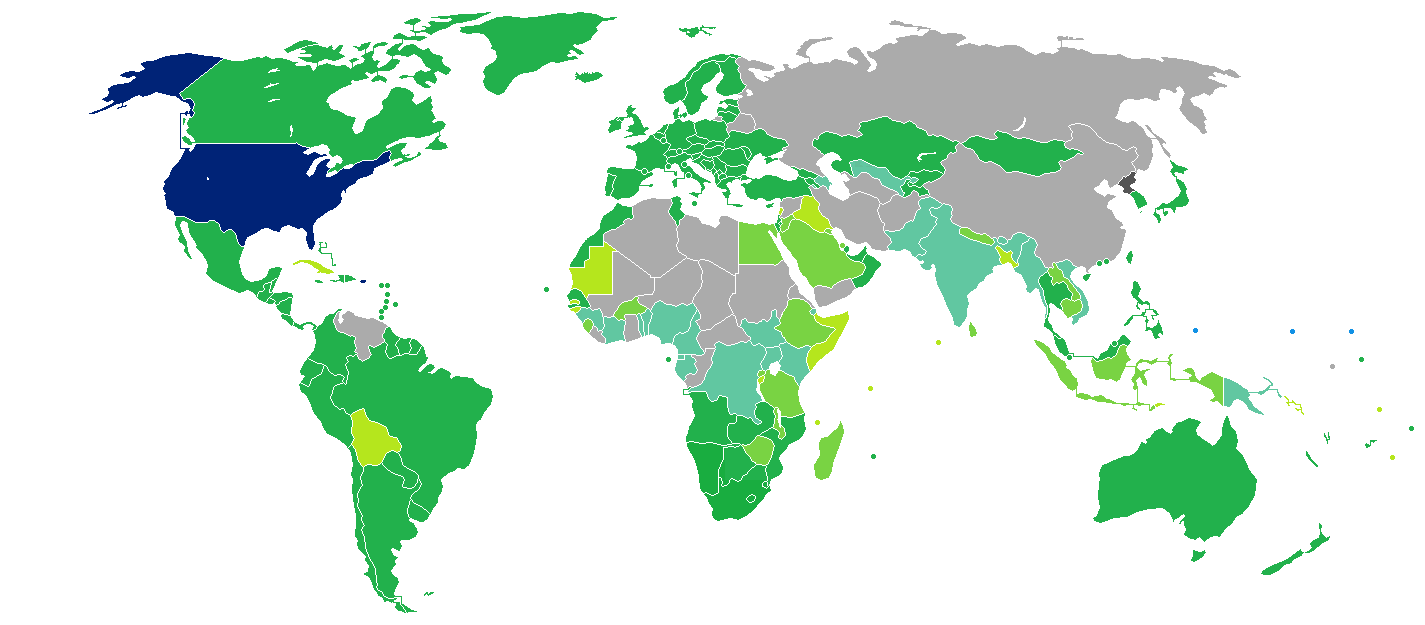
البلدان والأقاليم التي لا تفرض تأشيرة أو تطلب تأشيرة دخول عند الوصول للجهة، لحاملي جوازات السفر الامريكية العادية.

## معرض صور

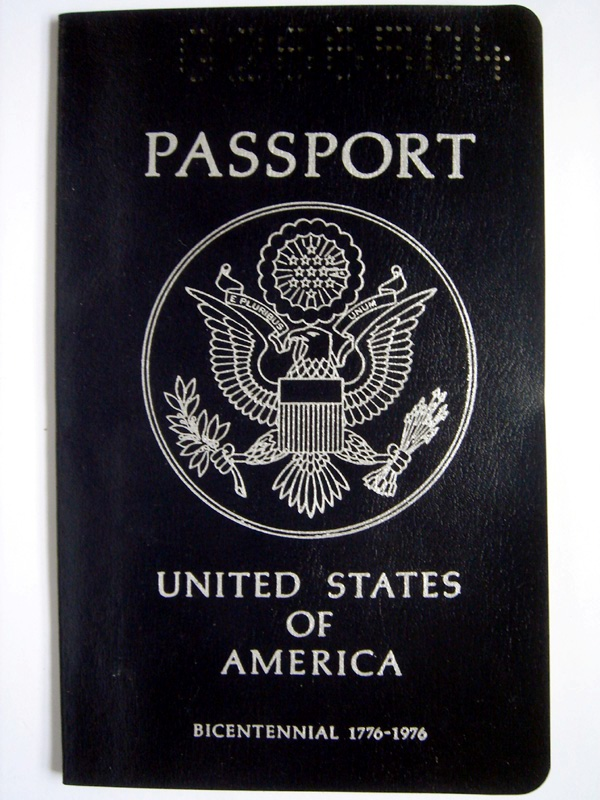
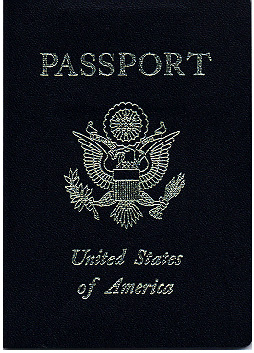
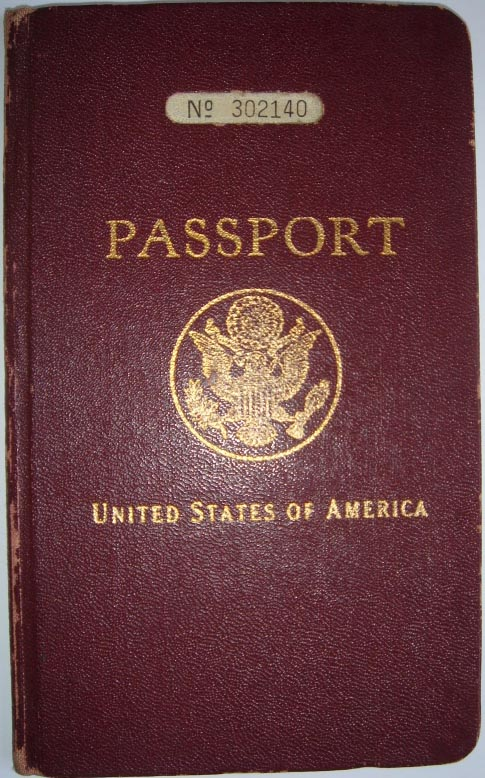